# 안동 유일재 종택
안동 유일재 종택(安東 惟一齋 宗宅)은 경상북도 안동시 와룡면 가구리에 있는 건축물이다. 1996년 1월 20일 경상북도의 민속문화재 제113호로 지정되었다.

## 개요
산을 뒤로 하고 넓은 들판을 바라보며 남서향으로 자리잡고 있는 집으로, 1700년대 말에 지은 광산 김씨 유일재공파의 종가이다. 유일재 김언기(1520∼1588)는 선조 때의 문신으로 안동지방의 교육에 크게 힘쓴 인물이다.
이 집은 ㅁ자형의 정침과 사당으로 구성되어 있는데, 사당은 정침의 왼쪽 뒤편 약간 높은 언덕 위에 있다. 중문을 들어서면 정면에 안채가 있고 양 옆으로 사랑채와 행랑채가 안마당을 감싸고 있는 폐쇄적인 배치를 하였다.
창호의 구성이나 목재를 다룬 수법이 옛 방식이며, 배치 및 평면구성 등에서는 조선 후기의 건축양식을 잘 보여주는 옛 집이다.

## 명칭 변경
1996년 1월 20일 경상북도의 민속문화재 제113호 '광산김씨 유일재 고택'(光山金氏 惟一齋 古宅)으로 지정되었다가, 2018년 4월 16일 유일재 김언기 선생의 종택으로 지정명칭 부여지침에 따라 '소재지, 호, 종택'을 사용하여 현재의 문화재 명칭으로 변경되었다.

## 참고 문헌
- 안동 유일재 종택 - 국가유산청 국가유산포털